# Kloster Grosbois (Yerres)
Das Trappistenkloster Grosbois (auch: Kloster Yerres) war von 1804 bis 1811 ein französisches Kloster der Trappisten und von 1804 bis 1808 der Trappistinnen in Yerres (Département Essonne). Es ist nicht zu verwechseln mit dem ehemaligen Zisterzienserkloster Grosbois im Bistum Angoulême.

## Geschichte
Nach der Zerstreuung durch die Französische Revolution fanden um 1798 einige Trappisten und Trappistinnen wieder in Paris zusammen. Beide Gemeinschaften wurden 1801 von Xavier Miquel (ehemaliger Novize von La Trappe) in Soisy-sur-Seine (damals Soisy-sous-Etiolles) zusammengeführt, aber in getrennten Gebäuden untergebracht. Das Doppelkloster lag am Südrand des Waldes von Sénart (auch: Sénard) und wird auch als „Kloster Sénart“ geführt. 1804 übergab Miquel die beiden Gemeinschaften an Jean-Baptiste Desnoyers, der sie in einem ehemaligen Kamaldulenserpriorat in Yerres (Ortsteil Grosbois) am Nordrand des Waldes von Sénart unterbrachte, das in der Literatur unter verschiedenen Namen (Yerres, auch: Yères und Hyères, sowie Grosbois und Sénart) geführt wird. 
1808 wurde Desnoyers von Abt Augustin de Lestrange abgesetzt. Lestrange trennte die beiden Gemeinschaften. Die Mönche blieben in Yerres unter der Führung von Jean de la Croix Bodé. Die Nonnen gingen unter der Führung von Marie des Séraphins de Chateaubriand (1761–1832), einer Verwandten von François-René de Chateaubriand, wenige Kilometer nördlich nach Valenton. Als 1811 Napoleon alle Zisterzienserklöster auflöste und auch die Trappisten von Grosbois zerstreute, überlebten die Trappistinnen von Valenton dank der guten Beziehungen ihrer Oberin bis 1815 als Gemeinschaft in Tréguier und besiedelten dann die ehemalige Prämonstratenserabtei Mondaye bei Bayeux.